# Georg Hecht (Literaturkritiker)
Georg Hecht (* 12. Januar 1885 in Swarzędz (deutsch Schwersenz) bei Posen (Polen); † 14. Mai 1915 in La Vaux-Fery bei Saint-Mihiel (Frankreich)) war ein deutscher Arzt, Zionist, Literaturkritiker, Übersetzer und Lyriker.

## Leben

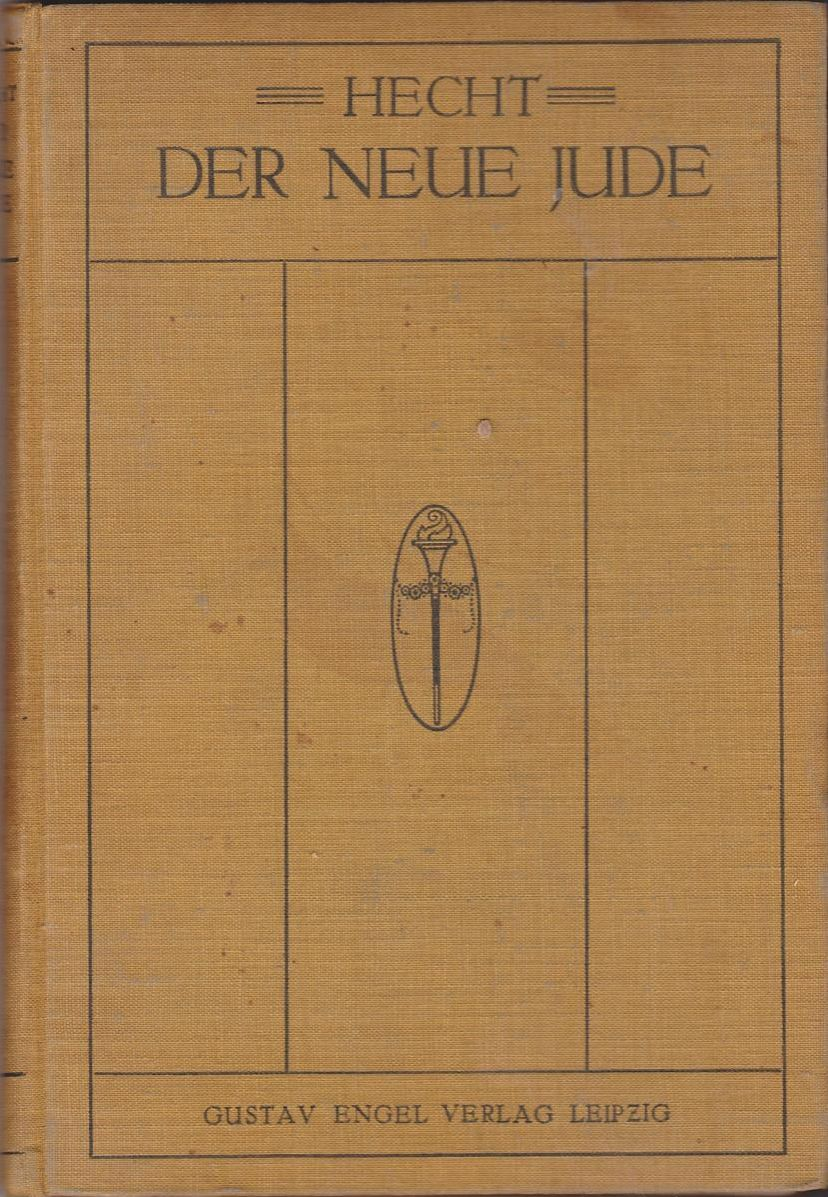
Georg Hecht: Der Neue Jude. David Wolffsohn gewidmet. Gustav Engel, Leipzig 1911.

Georg Hecht war der Sohn des jüdischen Ehepaares Louis Hecht und Emilie Hecht, geborene Goldstein. Er studierte in München, Breslau und Leipzig Medizin und wurde 1908 zum Dr. med. promoviert. 1909 bis 1911 praktizierte er beim Neurologen Kester in München. In einem im November 1910 in der Zeitschrift Die Welt veröffentlichten Artikel gab er aber noch Leipzig als seinen Wohnort an.
Kurz danach siedelte er nach Dachau bei München über, um mit Eugen Mondt eine Wohn- und Arbeitsgemeinschaft einzugehen. Er gab den Arztberuf auf und war ab 1911 ausschließlich literarisch tätig. Georg Hecht und Eugen Mondt veröffentlichten gemeinsam „Gereimtes Zeug“ und dramatische Kleinigkeiten, aber auch ernsthafte Literaturkritiken über Paul Scheerbart (den Hecht „zu den ganz großen Könnern in der literarischen Kunst Deutschlands“ rechnete), Rainer Maria Rilke und Gerhart Hauptmann, und sie waren gemeinsam die Verantwortlichen Redakteure der 1912 für kurze Zeit erscheinenden Halbmonatszeitschrift Die Kritische Tribüne. Die beiden waren mit Gottfried Kölwel, Hugo Ball und anderen Münchner Literaten bekannt und befreundet.
Im Alleingang lieferte Hecht Buchrezensionen und Literaturkritiken für die Zeitschriften Der Bücherwurm, Xenien, Phöbus und März. Ab Frühjahr 1913 war er ein regelmäßiger Autor in Franz Pfemferts Aktion, die ihm ein Forum für seine beißende Kritik bot. „Sehr intellektuell, oft voll Bitterkeit, meist in materieller Bedrängnis“ charakterisiert ihn Paul Raabe. Übersetzungen aus dem Französischen verschafften ihm die benötigten Nebeneinkünfte. Jene der Lettres portugaises der Nonne Mariana Alcoforado erschien – fast zeitgleich mit Rilkes bekannterer Übertragung – 1913, Stendhals Vie de Napoléon im Folgejahr.
Die Übersetzung der Histoire de la littérature judéo-allemande von Meyer Isser Pines war aber keine Brotarbeit, sondern ein Anliegen. Georg Hecht hatte sich unter dem Einfluss von Nathan Birnbaum dem Zionismus zugewandt und war „begeisterter Anhänger des Jiddischen“ geworden. Pines’ Werk, „nach dem französischen Original bearbeitet von Georg Hecht“, erschien 1913 als Geschichte der jüdischdeutschen Literatur, wobei jüdischdeutsch als Synonym von jiddisch zu verstehen ist.

„Die Begeisterung für das jüdischdeutsche Theater und die jüdischdeutsche Dichtung hält an und läßt hoffen, daß die neue Zeit … endgültig und auf die entschiedenste Weise den lauen Skeptikern die lebendige Kraft und den schöpferischen Glauben des Volkes dartun wird. Es bedarf keiner prophetischen Gabe, um zu erkennen, daß in diesen Hoffnung Wahres ist.“

Dagegen wird die deutsch-jüdische Literatur, also jene der deutsch schreibenden Juden wie Heine und Jakob Wassermann, von Pines nicht behandelt, sondern pauschal als „deutschtümelnd“ abgelehnt.

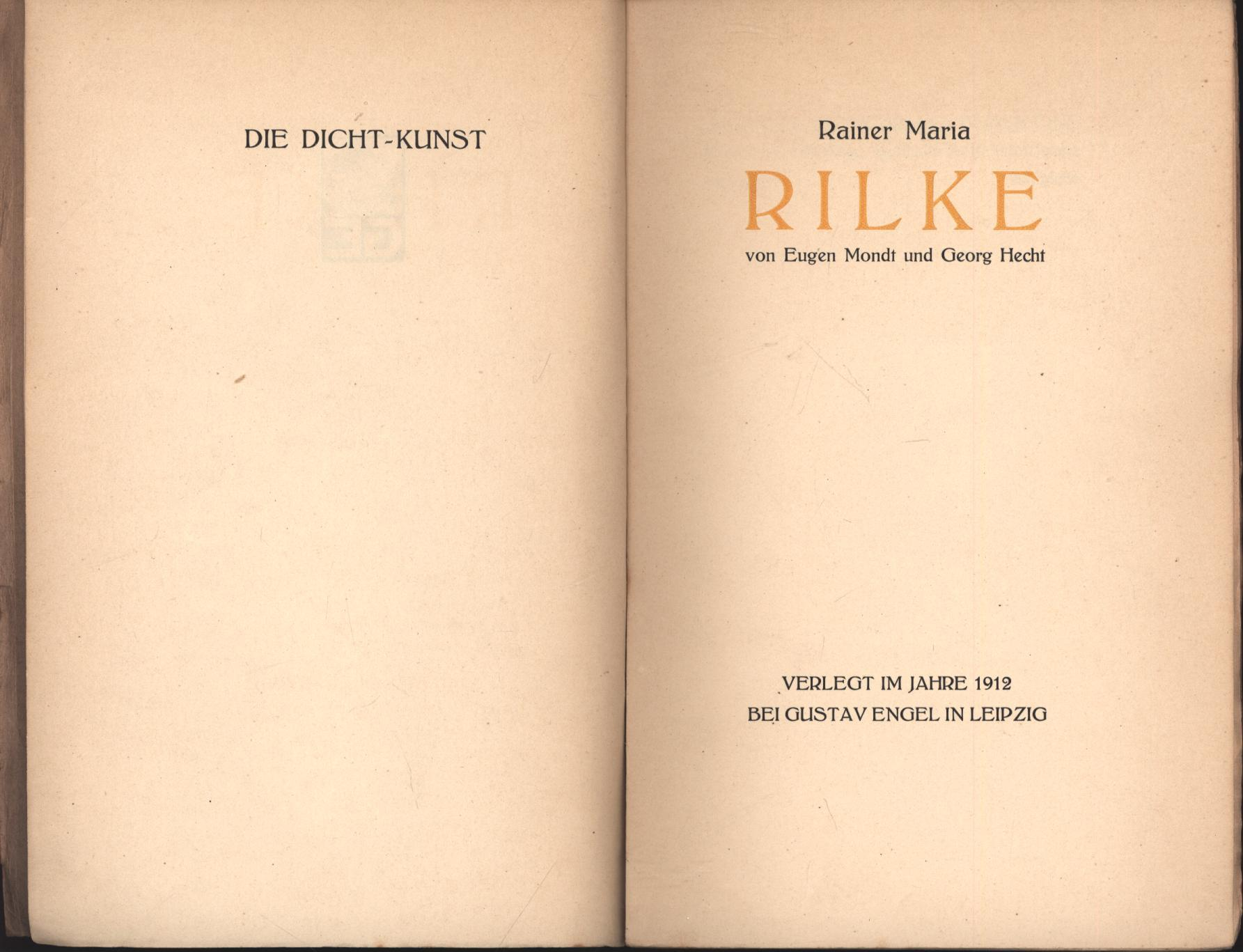
Eugen Mondt, Georg Hecht: Die Dicht-Kunst. Gustav Engel, Leipzig 1912. Band 2: Rainer Maria Rilke

Georg Hechts eigenes zionistisches Buch, Der Neue Jude. David Wolffsohn gewidmet, erschien schon 1911, und er beschreibt darin die Geschichte des Zionismus, würdigt Persönlichkeiten wie Theodor Herzl und Max Nordau und viele andere, fordert die Besinnung der Juden auf ihre eigene Kraft und Solidarität, und stellt ein politisches und kulturelles Programm auf. „Für Hecht besteht die Judenfrage aus folgenden Teilen: sie ist eine Landfrage, eine Frage der Regelung der Wanderungsverhältnisse, eine Kulturfrage, eine Frage der Abwehr, eine soziale und eine Geldfrage. Besondere Mittel und eigene Organe müssen zugunsten dieser Teilfragen tätig sein. Ohne Zweifel wird das vorwärtsdrängende Judentum aus dem Buche viele Auregungen schöpfen können.“ (Hans Rost) Das Judentum wird nicht durch die Religion definiert, sondern durch die Kultur- und Schicksalsgemeinschaft.

„Sollte es noch immer solche geben, die ängstlich einen ‚Staat im Staate’ fürchten, so wird man sie überzeugen müssen oder beiseiteschieben dürfen; das jüdische Volk kann sich durch solche Hindernisse nicht aufhalten lassen. […] Wir Zeitgenossen, die wir mit diesen Herzlschen Gedanken das Denken zugleich lernten, sehen kaum noch das Ungewöhnliche der Herzlschen Gestaltung; wir halten es für das Natürlichste in der Welt, die Judenfrage mit dem Zionismus zu beantworten.“

Zu Hechts jüdisch-zionistischen Freundeskreis gehörten neben Nathan Birnbaum (der den Begriff Zionismus erfunden haben soll) auch Samuel Lublinski, David Wolffsohn und Curt Engel.
Der Erste Weltkrieg war ein Bruch auch in Georg Hechts Biographie. Sofort nach dessen Ausbruch 1914 meldete er sich freiwillig und wurde als Feldarzt an der Westfront eingesetzt. Er fiel während der Osterschlacht bzw. Schlacht von Saint-Mihiel an der Mosel. Pfemfert berichtete darüber in Der Aktion vom 12. Juni 1915: „Georg Hecht unserer Treuesten Einer, ist, als dienstpflichtiger Soldat, den 14. Mai 1915 im Westen getötet worden. Dreißigjähring. … Bis er erschossen wurde, hat Georg Hecht für unsere Tage gehofft.“ Unmittelbar darauf ist Hechts Gedicht Leichnam abgedruckt (das später auch in die Anthologie 1914–1916 aufgenommen wurde). Das Heft der Aktion vom 25. September 1915 versammelt Kriegslyrik von Pfemferts Mitarbeitern und ist den Toten gewidmet: „Dem Gedächtnis der getöteten Dichter Ernst Stadler, Charles Péguy, Alfred Lichtenstein, Georg Hecht, Hans Leybold, Rudolf Börsch, Albert Michel, Hugo Hinz widme ich diese Nummer der Aktion.“
Georg Hecht ist im Wald bei Ailly-sur-Meuse begraben (seit 1973 zur Gemeinde Han-sur-Meuse).
In der Anthologie »Beständig ist das leicht Verletzliche« ist Georg Hecht mit dem Gedicht Leichnam (1915) vertreten.

## Werke von Georg Hecht

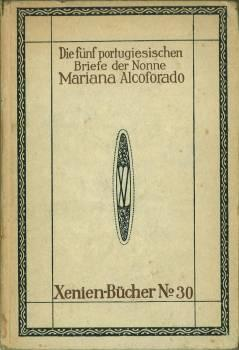
Die fünf portugiesischen Briefe der Nonne Mariana Alcoforado (Lettres portugaises). (Xenien-Bücher, Nr. 30). Xenien-Verlag, Leipzig 1913.

### Ein Gedicht von Georg Hecht
Leichnam
Schon war das Hindernis von Leichen

übersprungen, da traf die Stirn das Blei.

Er brach im Kreuz zusammen, ohne Schrei,

hintüber, zuckte kaum, auf seinesgleichen

lag er, vor ihm fielen eben andre drei,

so daß sein Fuß in ihren Weichen

sich verhenkte, und er, ein aufrecht Zeichen,

steckend stehen blieb. Die Arme waren frei

und halb erhoben aus der Lache

von Blut und Erde, fest in steter

Andachtsbeugung der antiken Beter,

zeugend Wort und Sinn der fremden Sache.

### Monographien
- (mit Eugen Mondt):
  - Gereimtes Zeug der beiden Herren Studiosi Almae matris Lips., 1910[5] [Gedichte].
  - Dichtung und Umdichtung. 1913[15] [Dramoletten, Lustspiele, Umdichtungen aus dem Lateinischen]: Kathrin, Die gelehrte Familie, Carpe Diem.[5]
- Der Neue Jude. David Wolffsohn gewidmet. Gustav Engel, Leipzig 1911 (Online).
- (mit Eugen Mondt): Hefte Die Dicht-Kunst. Gustav Engel, Leipzig 1912.
  - Band 1: Paul Scheerbart. Ein Schöpfungsbericht.
  - Band 2: Rainer Maria Rilke.
  - Band 3: Gerhart Hauptmann. Traktat über Kunst und Pathos.
- Herbert Eulenberg oder ein Traktak über Kritik. Gustav Engel, Leipzig 1912.

### Beiträge zu Zeitschriften (Auswahl, ohne Rezensionen)
- Max Nordau der Kritiker. Zu seinem 60. Geburtstag. In: Xenien. Eine Monatsschrift für literarische Ästhetik und Kritik. 2. Jahrgang 1909, Nr. 2, S. 73 ff.
- Das Judenproblem in der deutschen Literatur. In: Die Welt. Zentralorgan der Zionistischen Bewegung. 14. Jahrgang 1910, Nr. 44, 4. November 1910, Seite 1172 f. Online
- Goethe und Darwin In: Xenien 4. Jahrgang 1911, Nr. 1, S. 268 ff.
- Henriette Herz. (Eine Berliner Jubiläums Erinnerung). In: Xenien 4. Jahrgang 1911, Nr. 1, S. 24 ff.
- Der Prediger Salomo zur Judenfrage In: Der Bücherwurm. Eine Monatsschrift für Bücherfreunde. 2. Jahrgang, 1911/12, S. 182 f.
- Aus einem imaginären Privatissimum über Horaz In: Die Aktion. Wochenschrift für Politik, Literatur und Kunst, 3. Jahrgang 1913, Nr. 22, 28. Mai 1913 Sp. 546–550.
- Der kritische Bahr In: Die Aktion, 3. Jahrgang 1913, Nr. 19, 7. Mai 1913, Sp. 490–492.
- Die Dichter des jungen Deutschland In: Die Aktion, 3. Jahrgang 1913, Nr. 35, 30. August 1913, Sp. 825–829.
- Bismarck und Carlyle In: März – Halbmonatsschrift für deutsche Kultur, 7. Jahrgang 1913, S. 439 ff.
- Das Werk des Charles Louis Philippe In: Der Bücherwurm, 4. Jahrgang 1913/14, S. 228 f.
- Das Problem und die Krise der Münchner Kammerspiele In: Phöbus, 1. Jahrgang 1914, S. 36 ff.
- Ludwig Geiger, auch ein Literaturhistoriker [Polemik] In: Die Aktion, 4. Jahrgang 1914, Nr. 4, 24. Januar 1914, Sp. 75–78.
- Ludwig Scharf [Würdigung] In: Die Aktion, 4. Jahrgang 1914, Nr. 8, 21. Februar 1914, Sp. 168–169.
- Zwei Bemerkungen zu einem Geschehnis [Über den Antisemitismus] In: Die Aktion, 4. Jahrgang 1914, Nr. 25, 20. Juni 1914, Sp. 537–538.
- Leichnam (auf einer Feldpostkarte an F. P.) [Gedicht] In: Franz Pfemfert (Hrsg.): Die Aktions-Lyrik. Band 1: 1914–1916. Eine Anthologie. Verlag der Wochenschrift Die Aktion, Berlin-Wilmersdorf, 1916. Internet Archive Seite 40.

### Redakteur von Zeitschriften

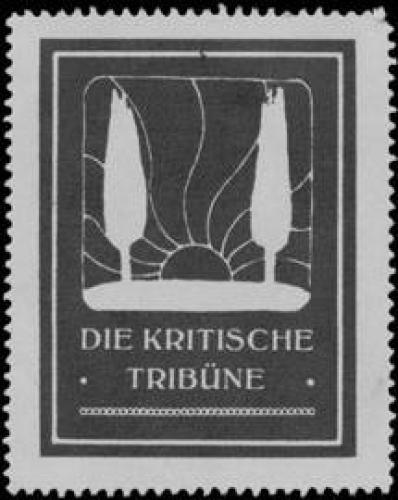
Reklamemarke für: Die kritische Tribüne. Halbmonatszeitung für Politik, literarische Kunst und Kritik. Herausgegeben von Siegfried Flesch in München-Pasing. Verlag Hans Wehner, Leipzig 1912

- (mit Eugen Mondt): Die kritische Tribüne. Halbmonatszeitung für Politik, literarische Kunst und Kritik. Herausgegeben von Siegfried Flesch in München-Pasing. 1. Jahrgang 1912. Verlag Hans Wehner, Leipzig 1912.[16] Darin zahlreiche eigene Beiträge und Rezensionen.

### Als Übersetzer/Herausgeber
- Meyer Isser Pines: Die Geschichte der jüdischdeutschen Literatur. Nach dem französischen Original bearbeitet von Georg Hecht. (Histoire de la littérature judéo-allemande). Gustav Engel, Leipzig 1913. Online 2. Auflage 1922
- Marianna Alcoforado: Die fünf portugiesischen Briefe der Nonne Mariana Alcoforado (Lettres portugaises). (Xenien-Bücher, Nr. 30). Xenien-Verlag, Leipzig 1913.
- Stendhal: Denkwürdigkeiten über das Leben Napoleons des Ersten. Ins Deutsche übertragen und hrsg. von Georg Hecht. (Vie de Napoléon). Albert Langen, München 1914. Digitalisat

### Als Herausgeber
- Johann Wolfgang von Goethe: Goethes Briefwechsel mit Thomas Carlyle. Besorgt und mit einem Nachwort versehen von Georg Hecht. Übertragung der englischen Briefe von Ilse Bronisch Anhang (separat paginiert) mit dem englischen Originaltext der Briefe. Einhorn-Verlag, Dachau 1913.